# Les Septvallons
Les Septvallons est une commune française située dans le département de l'Aisne, en région Hauts-de-France.
La commune nouvelle est née au 1er janvier 2016 de la fusion des communes de Glennes, de Longueval-Barbonval, de Merval, de Perles, de Révillon, de Vauxcéré et de Villers-en-Prayères. Son chef-lieu est fixé à Longueval-Barbonval,.

## Géographie

### Localisation
Les Septvallons est située dans le département de l'Aisne, à vol d'oiseau à 23,3 km au sud de la préfecture de Laon, et à 23,9 km à l'est de la sous-préfecture de Soissons. Elle se trouve à 109,8 km au nord-est de Paris. La commune est limitrophe du département de la Marne.
Par rapport à Longueval-Barbonval, chef-lieu de la commune nouvelle, Villers-en-Prayères se trouve à 2,4 km au nord-est, Vauxcéré à 2,5 km au sud-ouest, Merval à 3,1 km à l'est, Révillon à 3,3 km à l'est, Perles à 3,8 km au sud et Glennes à 4,1 km à l'est,.

### Communes limitrophes
Par rapport à Longueval-Barbonval, le chef-lieu, les communes limitrophes des Septvallons sont Serval (2,4 km), Dhuizel (2,7 km), Blanzy-lès-Fismes (2,7 km), Viel-Arcy (3,2 km), Bourg-et-Comin (4,1 km), Œuilly (4,2 km), Paars (5,3 km), Baslieux-lès-Fismes (5,7 km), Maizy (6 km), Fismes (6,1 km), Bazoches-et-Saint-Thibaut (6,4 km), Muscourt (6,7 km) et Romain (8,9 km),.
| Viel-Arcy Bourg-et-Comin                                              | Œuilly         | Maizy                                      |
| Dhuizel                                                               | Septvallons    | Serval, Blanzy-lès-Fismes Muscourt         |
| Paars Bazoches-et-Saint-Thibaut (Cne deléguée de Bazoches-sur-Vesles) | Fismes (Marne) | Baslieux-lès-Fismes (Marne) Romain (Marne) |

### Hydrographie

#### Réseau hydrographique

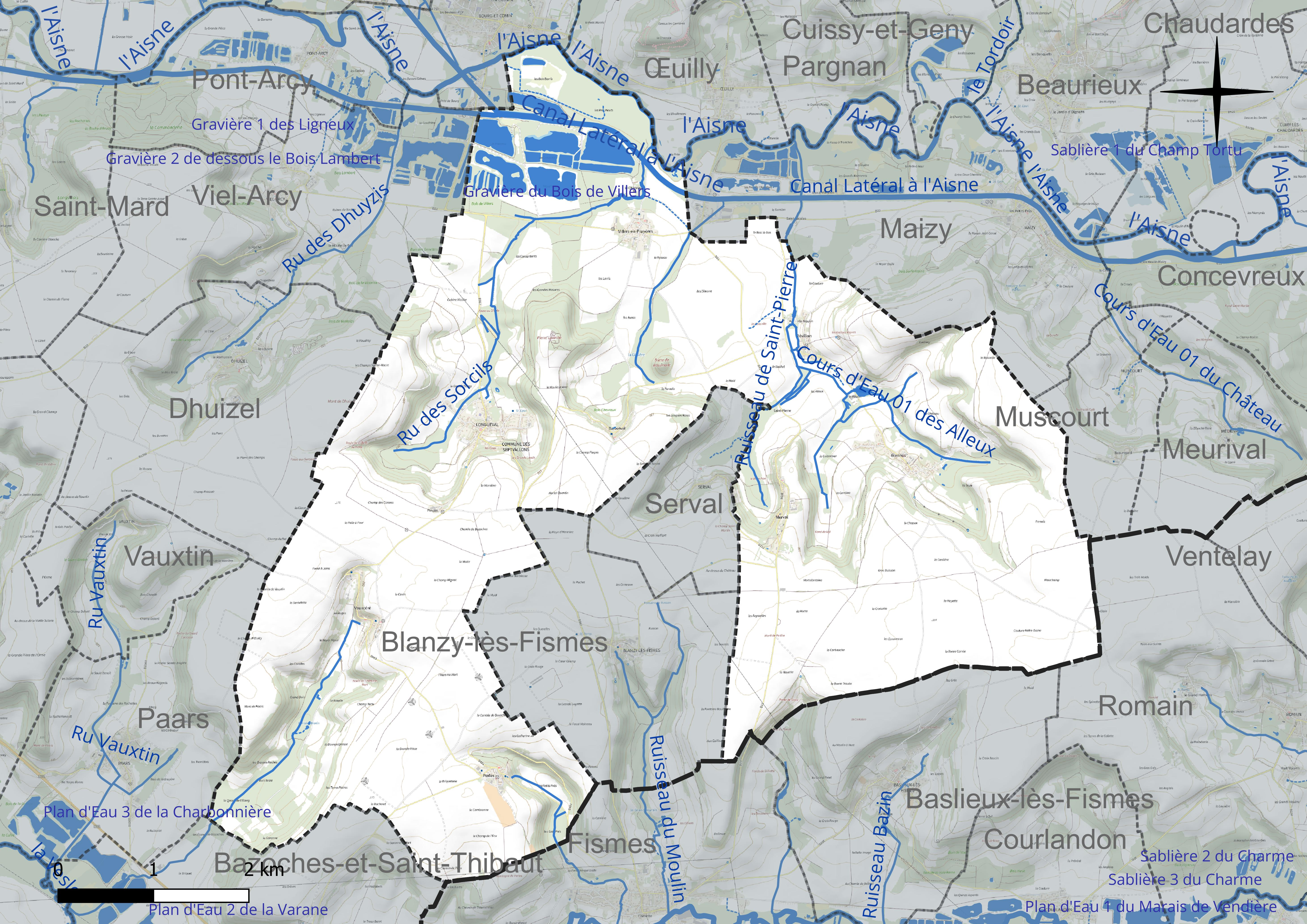
Réseau hydrographique des Septvallons.

La commune est située dans le bassin Seine-Normandie. Elle est drainée par l'Aisne, le canal de l'Oise à l'Aisne, le canal latéral à l'Aisne, le cours d'eau 03 du Petit Marais, le ru des Sorcils, le cours d'eau 01 de Mauchamp, le cours d'eau 01 des Alleux, le cours d'eau 01 des Bois Barris, le cours d'eau 01 du Colombier, le cours d'eau 01 du Roseau, le cours d'eau 03 des Gros Prés et le ruisseau de Saint-Pierre,,.
L'Aisne est un  cours d'eau naturel navigable de 256 km de longueur, traversant les cinq départements Meuse, Marne, Ardennes, Aisne, Oise. Elle est un affluent de rive gauche de l'Oise, ce qui fait d'elle un sous-affluent de la Seine.
Le canal de l'Oise à l'Aisne est un canal à bief de partage au gabarit Freycinet reliant les vallées de l'Oise et de l'Aisne. Il relie les communes d'Abbécourt et de Bourg-et-Comin en passant sous le tristement célèbre « Chemin des Dames ».
Le canal latéral à l'Aisne relie Vieux-lès-Asfeld (Ardennes) à Celles-sur-Aisne (Aisne), en passant par Berry-au-Bac.
Six plans d'eau complètent le réseau hydrographique : la gravière de la Cère (16,9 ha), la gravière des Bois Barris, d'une superficie totale de 7,7 ha (7,3 ha sur la commune), la gravière des Grévettes (15,8 ha), la gravière du Bois de Villers, d'une superficie totale de 6,5 ha (3,8 ha sur la commune), la gravière du Ponceau (10,5 ha) et le plan d'eau de la commune de Glennes (1,5 ha),.

#### Gestion et qualité des eaux
Le territoire communal est couvert par le schéma d'aménagement et de gestion des eaux (SAGE) « Aisne Vesle Suippe ». Ce document de planification, dont le territoire s'étend sur 3 096 km2 répartis sur trois départements (Aisne, Marne et Ardennes) et deux régions (Champagne-Ardenne et Picardie), a été approuvé le 16 décembre 2013. La structure porteuse de l'élaboration et de la mise en œuvre est le Syndicat d'aménagement des bassins Aisne Vesle Suippe (SIABAVES).
La qualité des cours d'eau peut être consultée sur un site spécial géré par les agences de l'eau et l'Agence française pour la biodiversité.

### Climat
Pour des articles plus généraux, voir Climat des Hauts-de-France et Climat de l'Aisne.
En 2010, le climat de la commune est de type climat océanique dégradé des plaines du Centre et du Nord, selon une étude du CNRS s'appuyant sur une série de données couvrant la période 1971-2000. En 2020, Météo-France publie une typologie des climats de la France métropolitaine dans laquelle la commune est exposée à un climat océanique altéré et est dans la région climatique Nord-est du bassin Parisien, caractérisée par un ensoleillement médiocre, une pluviométrie moyenne régulièrement répartie au cours de l'année et un hiver froid (3 °C).
Pour la période 1971-2000, la température annuelle moyenne est de 10,3 °C, avec une amplitude thermique annuelle de 15,6 °C. Le cumul annuel moyen de précipitations est de 778 mm, avec 12,3 jours de précipitations en janvier et 8,1 jours en juillet. Pour la période 1991-2020, la température moyenne annuelle observée sur la station météorologique la plus proche, située sur la commune de Braine à 9 km à vol d'oiseau, est de 11,3 °C et le cumul annuel moyen de précipitations est de 662,7 mm,. Pour l'avenir, les paramètres climatiques de la commune estimés pour 2050 selon différents scénarios d'émission de gaz à effet de serre sont consultables sur un site spécial publié par Météo-France en novembre 2022.

## Urbanisme

### Typologie
Au 1er janvier 2024, Les Septvallons est catégorisée commune rurale à habitat dispersé, selon la nouvelle grille communale de densité à 7 niveaux définie par l'Insee en 2022.
Elle est située hors unité urbaine. Par ailleurs la commune fait partie de l'aire d'attraction de Reims, dont elle est une commune de la couronne,. Cette aire, qui regroupe 294 communes, est catégorisée dans les aires de 200 000 à moins de 700 000 habitants,.

## Histoire
La commune nouvelle des Septvallons est née de la fusion de sept communes au 1er janvier 2016 : Glennes, Longueval-Barbonval, Merval, Perles, Révillon, Vauxcéré et Villers-en-Prayères.

## Politique et administration

### Découpage territorial
La commune des Septvallons est membre de la communauté de communes du Val de l'Aisne, un établissement public de coopération intercommunale (EPCI) à fiscalité propre créé le 28 décembre 1994 dont le siège est à Presles-et-Boves. Ce dernier est par ailleurs membre d'autres groupements intercommunaux.
Sur le plan administratif, elle est rattachée à l'arrondissement de Soissons, au département de l'Aisne et à la région Hauts-de-France. Sur le plan électoral, elle dépend du  canton de Fère-en-Tardenois pour l'élection des conseillers départementaux, depuis le redécoupage cantonal de 2014 entré en vigueur en 2015, et de la cinquième circonscription de l'Aisne  pour les élections législatives, depuis le dernier découpage électoral de 2010.

### Administration municipale
| Nom                         | Code Insee | Intercommunalité     | Superficie (km2) | Population (dernière pop. légale) | Densité (hab./km2) |
| --------------------------- | ---------- | -------------------- | ---------------- | --------------------------------- | ------------------ |
| Longueval-Barbonval (siège) | 02439      | CC du Val de l'Aisne | 8,73             | 502 (2022)                        | 58                 |
| Glennes                     | 02348      | CC du Val de l'Aisne | 8,57             | 232 (2022)                        | 27                 |
| Merval                      | 02479      | CC du Val de l'Aisne | 3,36             | 121 (2022)                        | 36                 |
| Perles                      | 02597      | CC du Val de l'Aisne | 3,7              | 97 (2022)                         | 26                 |
| Révillon                    | 02646      | CC du Val de l'Aisne | 2,24             | 67 (2022)                         | 30                 |
| Vauxcéré                    | 02771      | CC du Val de l'Aisne | 5,8              | 89 (2022)                         | 15                 |
| Villers-en-Prayères         | 02811      | CC du Val de l'Aisne | 5,74             | 126 (2022)                        | 22                 |

#### Liste des maires

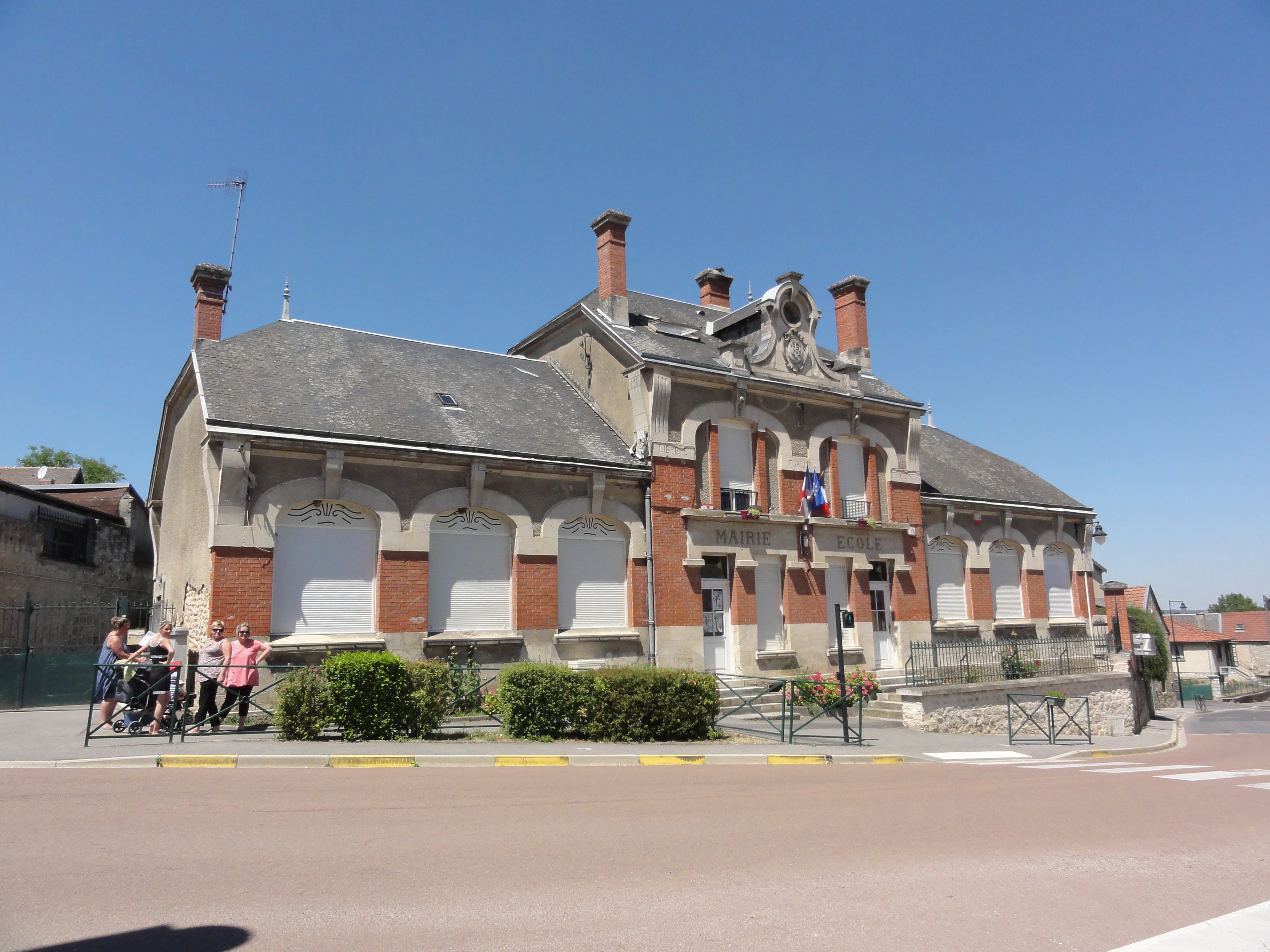
La mairie.

| Période                                  | Période                       | Identité      | Étiquette | Qualité                                                                          |
| ---------------------------------------- | ----------------------------- | ------------- | --------- | -------------------------------------------------------------------------------- |
| 1er janvier 2016                         | En cours (au 12 juillet 2020) | Alain Colpart | DVD       | Agriculteur Maire délégué de Perles (2016 → 2020) Réélu pour le mandat 2020-2026 |
| Les données manquantes sont à compléter. |                               |               |           |                                                                                  |

## Démographie
L'évolution du nombre d'habitants est connue à travers les recensements de la population effectués dans la commune depuis sa création.

En 2022, la commune comptait 1 234 habitants, en évolution de +4,49 % par rapport à 2016 (Aisne : −1,97 %, France hors Mayotte : +2,11 %).
| 2014  | 2019  | 2022  |
| ----- | ----- | ----- |
| 1 182 | 1 177 | 1 234 |

## Culture locale et patrimoine

### Lieux et monuments
- Église Saint-Georges de Glennes.
- Église Saint-Hilaire de Révillon.
- Église Sainte-Macre de Longueval.
- Église Saint-Médard de Villers-en-Prayères.
- Église Saint-Martin de Merval.
- Église de la Nativité-de-la-Sainte-Vierge de Vauxcéré.
- Église Saint-Pierre de Barbonval.
- Église Sainte-Marie-et-de-l'Assomption de Perles.
- Croix de cimetière de Longueval-Barbonval.